# Pasinger Archiv
Das Pasinger Archiv ist ein gemeinnütziger Verein und das Stadtteilarchiv für Pasing. Es ist im Ebenböckhaus (Feichthofstraße 27, 81247 München-Pasing) untergebracht.
Im Mittelpunkt seiner Arbeit stehen die Sammlung und Archivierung von Fotografien, Schriftstücken und Zeitdokumentation sowie die Publikation von Forschungsergebnissen.

## Fotosammlung
Den Anfangspunkt der Fotosammlung des Pasinger Archivs findet sich zu Beginn der 1960er Jahre, als der Pasinger Ortskern durch bauliche Eingriffe grundlegend verändert wurde – z. B. durch den Abbruch der Diamalt-Fabrik (Bäckerstraße) im Jahre 1963.
Die Pasinger Bürger Thomas Hasselwander und Helmut Ebert begannen diesen Wandel im Pasinger Ortsbild mit der Fotokamera zu dokumentieren. In den darauf folgenden Jahrzehnten wurden aber nicht nur aktuelle Veränderungen fotografisch festgehalten, sondern auch viele Fotografien aus Pasings Geschichte gesammelt. Daraus ist das Pasinger Archiv und dessen umfangreiches Bildarchiv mit derzeit rund 25.000 Fotografien entstanden.

### Luftaufnahmen von Pasing durch das Pasinger Archiv
Erste Luftaufnahmen von Pasing führte das Pasinger Archiv 1984 durch. 1995 folgte die nächste Serie von Luftaufnahmen, die im Rahmen der Dreharbeiten zum Pasing-Film gemacht wurden. So wurden auch Videofilmproduktionen zu Pasing durch das Pasinger Archiv angefertigt.

## Schriftensammlung
Das Pasinger Archiv hat in den letzten Jahrzehnten eine umfangreiche Schriftgutsammlung zusammengetragen, die neben Büchern auch Pläne, Vereinssatzungen, Festschriften, Hausarbeiten von Studierenden und Facharbeiten von Schüler(inne)n, Speisekarten, Broschüren und auch Gegenständliches beinhaltet. Hinzu kommen sämtliche Ausgaben der Pasinger Zeitung, die von 1895 bis 1921 erschien und fast alle Ausgaben der Neuen Pasinger Zeitung von August 1925 bis März 1933.

## Reproduktion von Bild- und Textdokumenten
Das Pasinger Archiv hat sich darauf spezialisiert, vorgelegte Originale sofort zu reproduzieren, damit diese wertvollen Unikate gleich wieder mitgenommen werden können. Wichtig für die Archivarbeit sind dabei der Inhalt der Dokumente bzw. die Ansichten auf den Bildern.

## Publikationen
Das erste Buch des Pasinger Archivs erschien im Februar 1982. Der zweite Band folgte im Dezember 1982, welcher deutlich aufwändiger gestaltet und umfangreicher war. 1991 konnte zum zehnjährigen Jubiläum ein Jubiläumsband mit farbigen Titelbild aufgelegt werden.
Inzwischen erscheint die Reihe PASINGER ARCHIV mit Fotografien aus Pasing des zurückliegenden Jahres mit Bildern aus früheren Tagen der Pasinger Geschichte immer jährlich Ende Oktober.
Der Umfang der Schriftenreihe des Pasinger Archivs beläuft sich mittlerweile auf über 2.700 Seiten.

## Ausstellungen
Das Pasinger Archiv erstellt immer wieder Ausstellungen, die in den Räumen der Münchner Volkshochschule, in der Pasinger Fabrik, des Pasinger Rathauses oder in Schulen gezeigt werden.

## Preise und Auszeichnungen
- 1986: Pasinger Kulturpreis
- 2000: Medaille München leuchtet – Den Freunden Münchens in Silber für Helmut Ebert und Thomas Hasselwander für deren Verdienste um das Pasinger Archiv
- 2007: Bezirksmedaille in Silber vom Bezirk Oberbayern

## Finanzierung
Das Pasinger Archiv wird durch ehrenamtliche Mitglieder betrieben und konnte bisher ohne öffentliche Förderung auskommen, wenn man die Überlassung der städtischen Räume im Ebenböckhaus vom 1. April 1994 ab nicht berücksichtigt. Die Publikationen werden ohne Werbeeinnahmen realisiert und sind daher auf private Spenden angewiesen.

## Partner und Kooperationen
- Kulturreferat der LH München
- Münchner Volkshochschule
- Pasinger Fabrik